# Nucli antic de Bordils
El Nucli antic de Bordils és un conjunt de Bordils (Gironès) que forma part de l'Inventari del Patrimoni Arquitectònic de Catalunya.

## Descripció
Bordils és un municipi limitat al nord pel riu Ter, per Sant Joan de Mollet a l'est, Juià i Sant Martí Vell al sud i Celrà a l'oest. Travessava el seu terme pel seu límit meridional la carretera de Girona Palamós i la línia de ferrocarril de Barcelona a Portbou. Al voltant de l'estació del tren es va formar el barri de l'estació que junt amb el veïnats del Mas Bec i Rissec (al nord-est del poble) i el nucli de Bordils formen el municipi. El territori és molt planer, amb abundants plantacions de pollancres "bordilencs", a la riba del Ter, de gran importància econòmica. Al terme hi ha a més la riera de Palagret i la séquia d'en Vinyals, essent l'agricultura predominantment de regadiu (patates, hortalisses, fruiters, cereals). Les explotacions agrícoles són petites. Quant a ramaderia, porcí i boví. La indústria és inexistent.
El lloc apareix esmentat ja al 1990 sota la forma "Burdils" i al segle xiv com a "Burdillis", però el nom sembla derivar de "borda" (casa de camp). Des del segle xii la seva jurisdicció anà lligada amb la del terme del castell de Cervià. Al segle xvii Bordils consta com a lloc reial, sotmès a la jurisdicció directa del Veguer de Girona. Durant la dominació francesa la població no sofrí incidents greus. Demogràficament el creixement de Bordils ha set constant, vers 1380 hi havia 43 focs, superada l'època d'epidèmies i despoblaments del segle xiv, l'increment es mantingué els segles XVII, XIX, arribant a 902 habitants al 1900 i des d'aleshores els creixement s'ha alentit.